# 성수경 (성우)
성수경(1969년 4월 1일 ~ )은 대한민국의 성우이다. 1994년 KBS에 입사했으며, 현재는 KBS 24기이다. 한국방송 성우극회 소속.

## 주요 출연작품

### 애니메이션
- 투하트 (투니버스) - 김유진
- 사이버영혼 바스토프레몬 (KBS) - 직원
- 바다의 전설 장보고 (KBS) - 라르고호 선원
- 우정의 그라운드 (KBS) - 파올로
- 헤라클레스 (KBS) - 트리톤
- 나이트 워커 (XTM)
- 쥬라기 원시전 (MBC) - 날프
- 드레곤볼 (SBS)
- 타잔(Movie) - 사냥꾼
- 이집트 왕자(Movie) - 히브리인
- 마호로매틱 - 이동훈

### 영화
- 굿 윌 헌팅 (KBS) - 모건 (케이시 애플렉)
- 결전 (KBS) - 당비의 동생(이위상)
- 정고전가 (KBS) - 상점 주인(조사리)
- 유니버셜 솔져 (KBS) - 휴이(조셉 말론)
- 데스퍼레이트 (SBS)
- 데이트 소동 (KBS)
- 머니 트레인 (KBS)
- 아이를 빌려드립니다 (KBS)
- 잠망경을 올려라 (KBS)
- 해커스 (KBS)

### 외화
- 아빠, 뭐하세요? (KBS)
- 에이전시 (CNTV) - 칼 리스 (록키 캐롤)

### 방송
- 이것이 인생이다 (KBS)

### 라디오
- KBS 무대, 사랑으로 크는 나무